# Tellu Turkka
Tellu Turkka (vroeger Tellu Paulasto, Tellu Virkkala, °1969, Jämsänkoski) is een Finse violiste en zangeres in het klassieke en moderne folkgenre.

## Biografie
Van 1978 tot 1985 studeerde ze viool aan de universiteit van Jyväskylä, van 1985 tot 1988 aan het kunstcollege van Savonlinna en van 1989 tot 2001 aan het folkdepartement van de Sibeliusacademie in Helsinki. Ze leerde ook Hardangerviool spelen onder leiding van Ånon Egeland in Noorwegen.
Internationaal is ze het best bekend voor haar werk bij de Zweedse band Hedningarna, in de periodes 1990-1996 en 2001-2003. Door haar werk met de band raakte ze geïnteresseerd in de oude Finse Runo-liederen waaruit het Finse nationale epos Kalevala is opgebouwd.
Tellu Turkka was een van de stichtende leden van Loituma (1989-1991), een band die bekend werd door de internethype meisje met de prei, Turkka had de band echter al verlaten toen dat nummer werd opgenomen.
Ze speelde ook bij Piniartut, Tallari (1997-1998, 2001-2002) en Luna Nova (1996-2001) en werkt momenteel met haar eigen groep Suden Aika, samen met Liisa Matveinen, Katariina Airas en Nora Vaura.

## Discografie

### Met Hedningarna
- Kaksi (1992)
- Trä (1994)

### Met Liisa Matveinen
- Mateli (1999)

### Solo
- Pähkinänsydän (1999, kindermuziek)

### Met Piniartut
- Piniartut (2001)

### Met Tallari
- Virtaa (1999)
- Mieron tammat (2002)
- Runolaulutanssit (2003)

### Met Suden Aika
- Suden Aika (1996)
- Etsijä (2004)
- Unta (2006)